# Gudhems kungsgård
Gudhems kungsgård i Gudhem utanför Falköping fanns redan före 1100-talet. Den ingick i Uppsala öd, och var centrum för Gudhems bo. Omkring 1175 skänktes kungsgården till det nygrundade Gudhems kloster av kung Knut Eriksson.
Vid reformationen drogs all klosteregendom in till staten inklusive kungsgården som förlänades till Per Brahe d.ä. 1540. Drottning Kristina gav 1644 kungsgården och resterna av klostret till överste Lars Jespersson Kruus. När Karl XI genomförde sin reduktion 1680 drogs Gudhem åter in till kronan. Den blev nu officersboställe för Västergötlands kavalleriregemente. Under åren 1735-1738 uppfördes huvudbyggnadens första våning. År 1756 byggde man den norra flygeln och 1770 lät man en andra våning på huvudbyggnaden byggas till. Mellan 1844 och 1914 arrenderades gården ut till privatpersoner och utnyttjades sedan som svenska arméns remontdepå till 1957. I dag drivs gården av privat ägare.

## Ägare
- 1540 Per Brahe d.ä.
- 1650 Lars Jespersson Cruus
- 1680 indragen till kronan
- 1973 privata ägare